# میهای هس
میهای هس (مجاری: Mihály Hesz؛ زادهٔ ۱۵ دسامبر ۱۹۴۳) قایقران کایاک اهل مجارستان بود.